# Villeseneux
Villeseneux est une commune française, située dans le département de la Marne en région Grand Est.

## Géographie
| Trécon    |             | Germinon |
| Clamanges | Villeseneux | Soudron  |
|           | Soudron     | Soudron  |

### Hydrographie

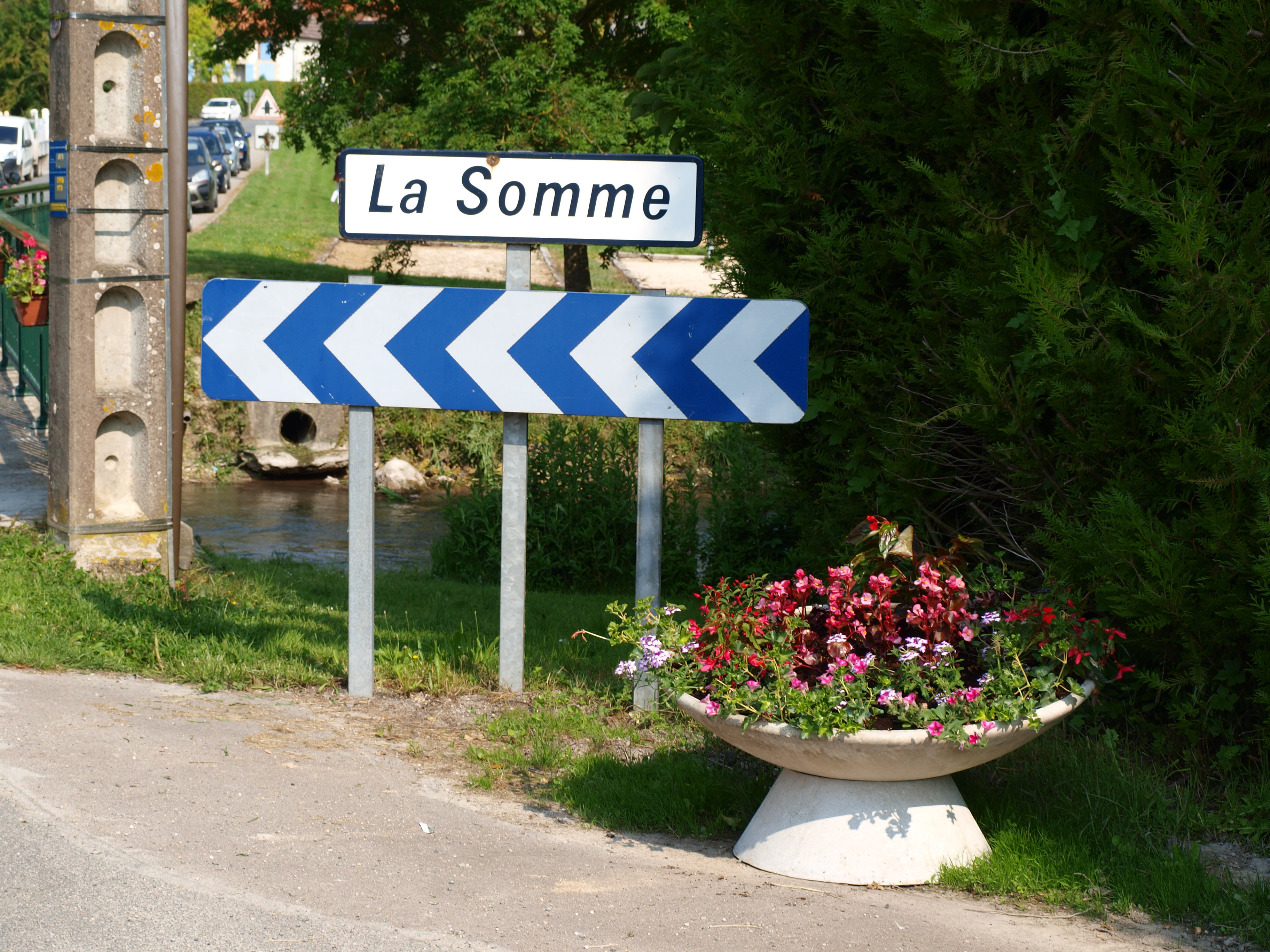
La Somme, traversant Villeseneux, avant sa confluence avec la Soude.

La commune est dans la région hydrographique « la Seine de sa source au confluent de l'Oise (exclu) » au sein du bassin Seine-Normandie. Elle est drainée par la Somme-Soude, la Soude, le ruisseau de la Pelle, le canal 02 des Garennes et divers bras de la Somme,.
La Somme-Soude, d'une longueur de 60 km, prend sa source dans la commune de Sommesous et se jette  dans la Marne à Aigny, après avoir traversé 18 communes. 
La Soude, d'une longueur de 23 km, prend sa source dans la commune de Soudé et se jette  dans la Somme-Soude sur la commune, après avoir traversé six communes. Les caractéristiques hydrologiques de la Soude sont données par la station hydrologique située sur la commune de Villeseneux. Le débit moyen mensuel est de 0,54 m3/s. Le débit moyen journalier maximum est de 3,48 m3/s, atteint lors de la crue du 19 mars 1970. Le débit instantané maximal est quant à lui de 3,49 m3/s, atteint le 18 mars 1970.

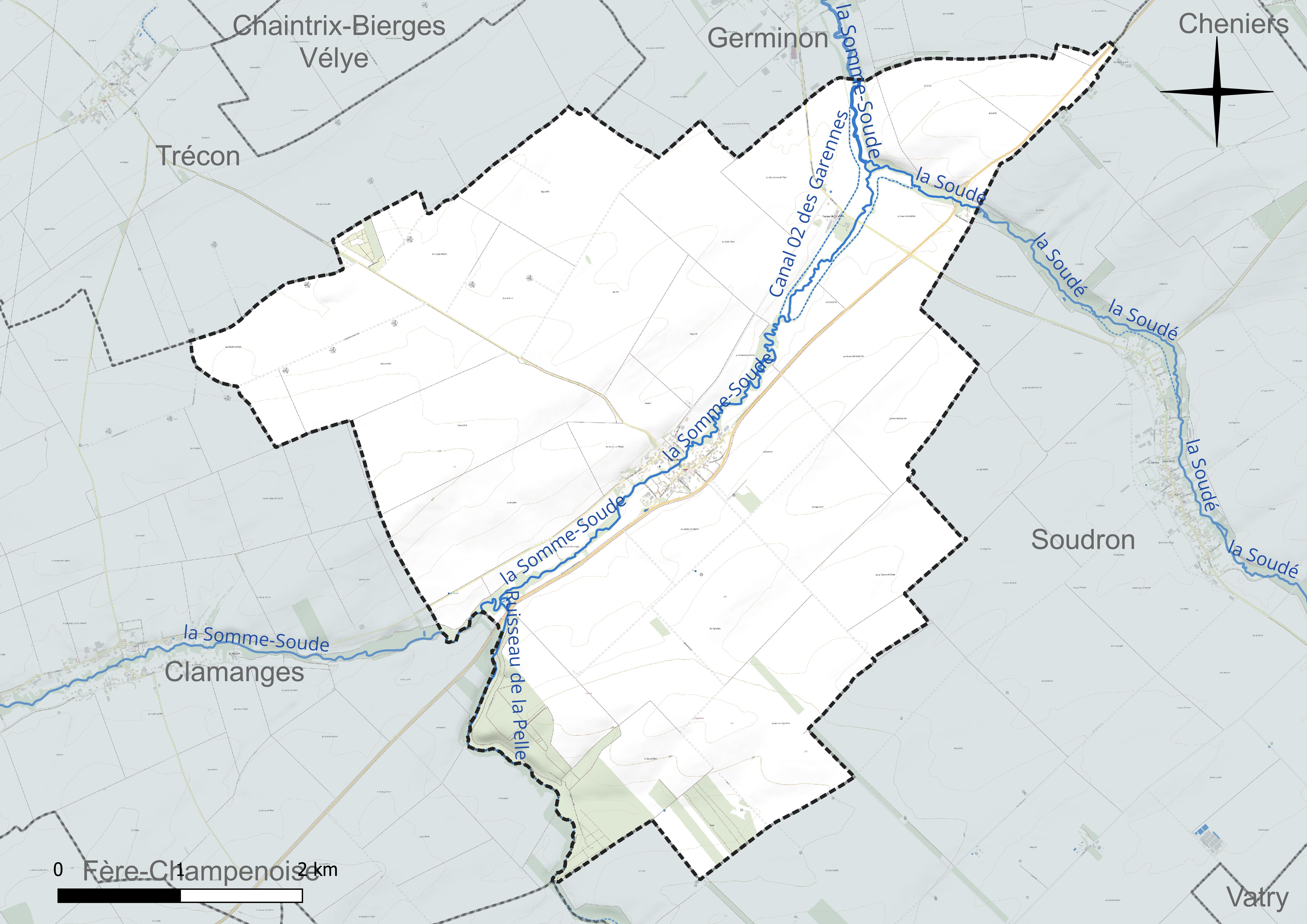
Réseau hydrographique de Villeseneux.

### Climat
Pour des articles plus généraux, voir Climat du Grand Est et Climat de la Marne.
En 2010, le climat de la commune est de type climat océanique dégradé des plaines du Centre et du Nord, selon une étude du Centre national de la recherche scientifique s'appuyant sur une série de données couvrant la période 1971-2000. En 2020, Météo-France publie une typologie des climats de la France métropolitaine dans laquelle la commune est exposée à un climat océanique altéré et est dans la région climatique  Nord-est du bassin Parisien, caractérisée par un ensoleillement médiocre, une pluviométrie moyenne régulièrement répartie au cours de l’année et un hiver froid (3 °C). 
Pour la période 1971-2000, la température annuelle moyenne est de 10,6 °C, avec une amplitude thermique annuelle de 15,7 °C. Le cumul annuel moyen de précipitations est de 742 mm, avec 11,5 jours de précipitations en janvier et 7,7 jours en juillet. Pour la période 1991-2020, la température moyenne annuelle observée sur la station météorologique de Météo-France la plus proche, « Vatry-aéro », sur la commune de Vatry à 8 km à vol d'oiseau, est de 11,0 °C et le cumul annuel moyen de précipitations est de 654,9 mm. 
La température maximale relevée sur cette station est de 41,1 °C, atteinte le 25 juillet 2019 ; la température minimale est de −15,3 °C, atteinte le 1er janvier 1997,,. 
Les paramètres climatiques de la commune ont été estimés pour le milieu du siècle (2041-2070) selon différents scénarios d'émission de gaz à effet de serre à partir des nouvelles projections climatiques de référence DRIAS-2020. Ils sont consultables sur un site dédié publié par Météo-France en novembre 2022.

## Urbanisme

### Typologie
Au 1er janvier 2024, Villeseneux est catégorisée commune rurale à habitat dispersé, selon la nouvelle grille communale de densité à sept niveaux définie par l'Insee en 2022.
Elle est située hors unité urbaine. Par ailleurs la commune fait partie de l'aire d'attraction de Châlons-en-Champagne, dont elle est une commune de la couronne,. Cette aire, qui regroupe 97 communes, est catégorisée dans les aires de 50 000 à moins de 200 000 habitants,.

### Occupation des sols
L'occupation des sols de la commune, telle qu'elle ressort de la base de données européenne d’occupation biophysique des sols Corine Land Cover (CLC), est marquée par l'importance des territoires agricoles (93,1 % en 2018), une proportion sensiblement équivalente à celle de 1990 (93,2 %). La répartition détaillée en 2018 est la suivante : terres arables (89,8 %), forêts (5,7 %), zones agricoles hétérogènes (3,3 %), zones urbanisées (1,3 %).
L'évolution de l’occupation des sols de la commune et de ses infrastructures peut être observée sur les différentes représentations cartographiques du territoire : la carte de Cassini (XVIIIe siècle), la carte d'état-major (1820-1866) et les cartes ou photos aériennes de l'IGN pour la période actuelle (1950 à aujourd'hui).

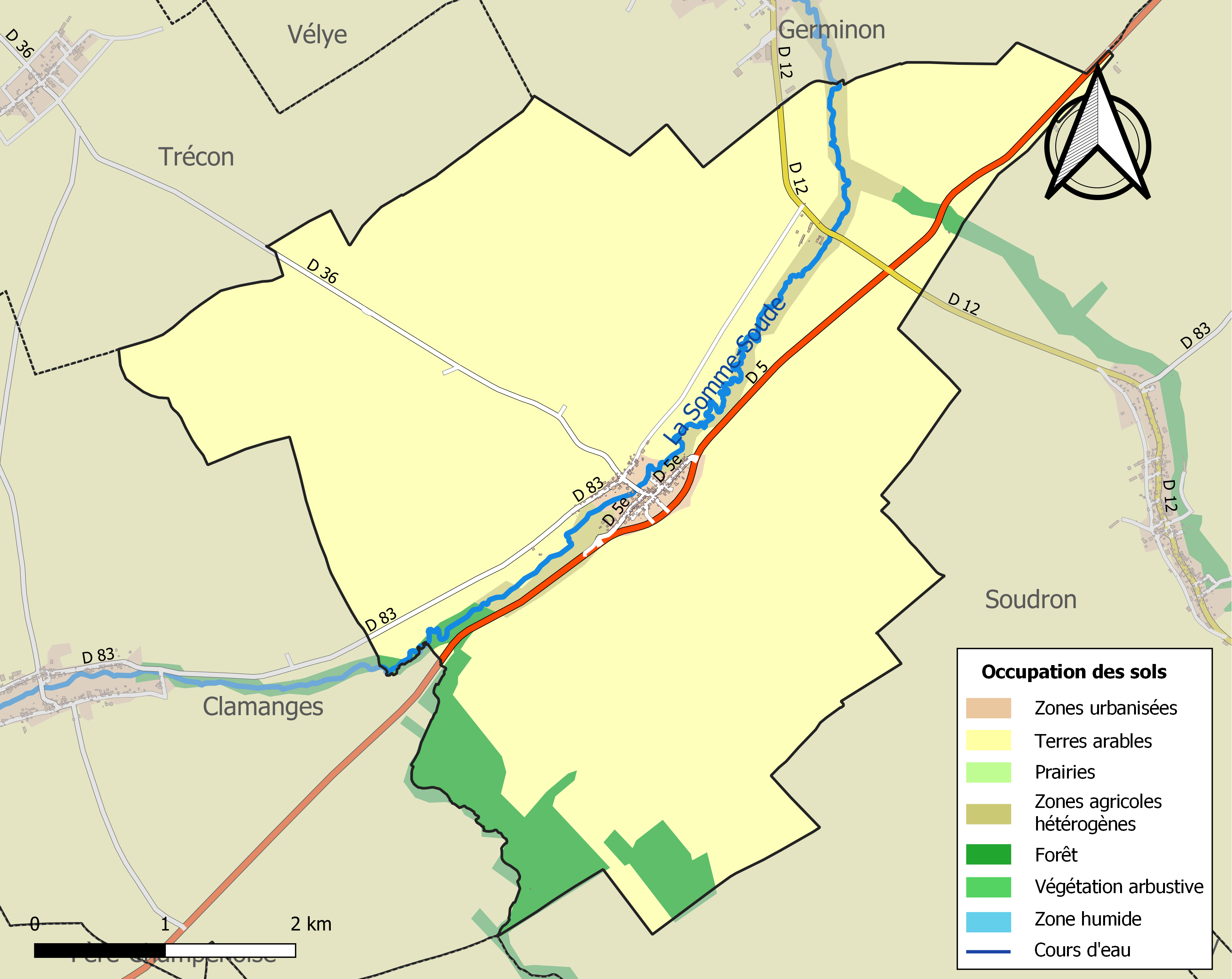
Carte des infrastructures et de l'occupation des sols de la commune en 2018 (CLC).

### Voies de communication et transports

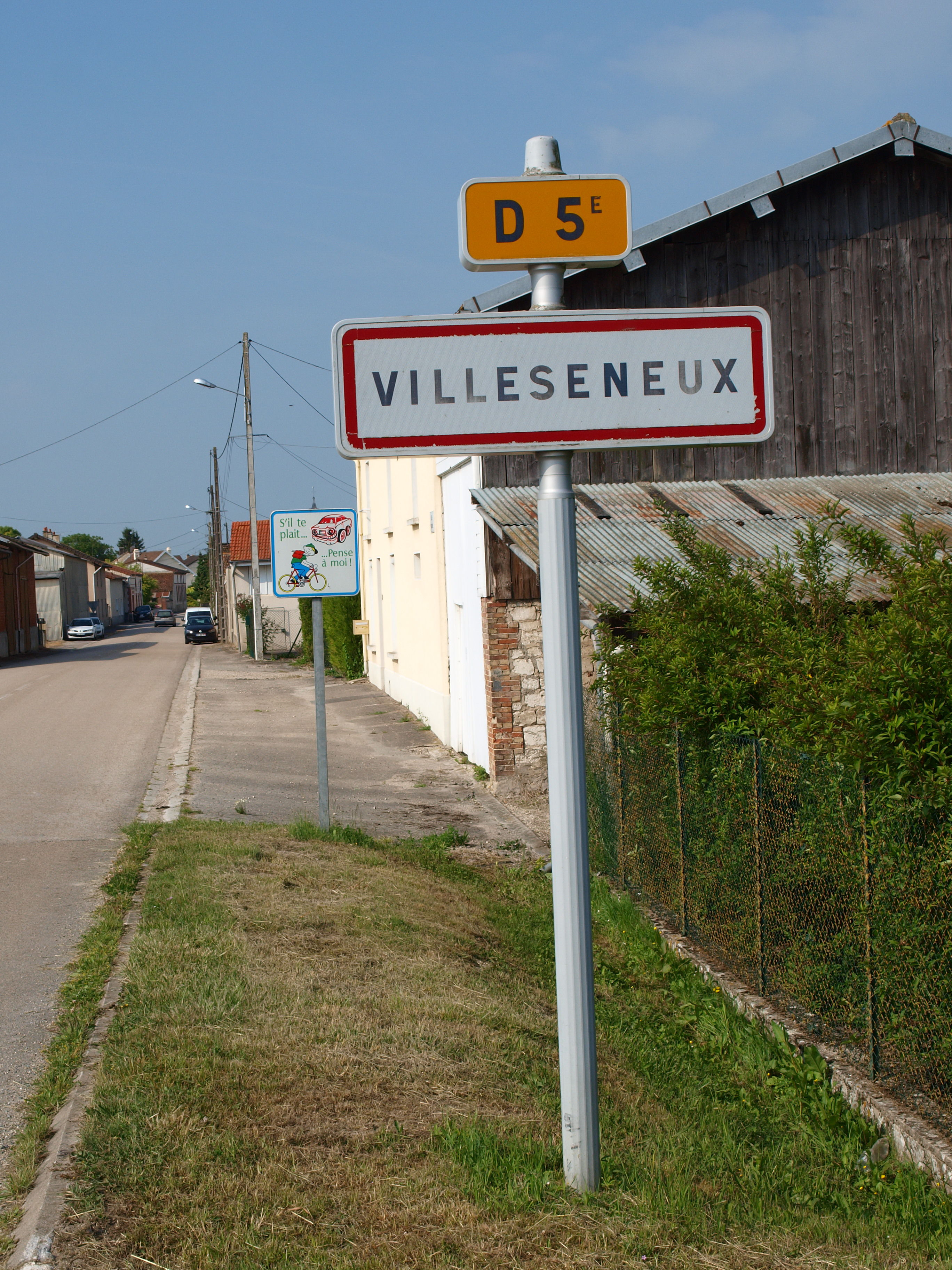
Entrée dans Villeseneux par la D 5.

Membre de la communauté d'agglomération Épernay, Coteaux et Plaine de Champagne, Villeseneux bénéficie du service de transport à la demande (TAD) du réseau Mouvéo. Elle dispose d'un arrêt sur la ligne Z à destination d'Épernay et de Vertus, qui propose en 2025 deux allers et deux retours par jour (du lundi au samedi hors jours fériés).

## Toponymie
Le nom de la localité est attesté sous les formes Villa Seneoris (1124-1130) ; Villa Senoris (1142) ; Villa Senatoris (1201) ; Ville-Sacrée, [Ville-] Senaor (vers 1222) ; Villa Senor (1223) ; Villa Seneor (1236) ; Villa Seneur (1252) ; Villeseneur (1296) ; Villesenehot (XIIIe siècle) ; Villeseyneur (vers 1300) ; Villesenieur (1366) ; Villa Seniorum (1405) ; Villesenau (1406) ; Villezeneu (1449) ; Villeceneux (1457) ; Villeseneu (1480) ; Villesseneux (1486) ; Villeseneulx (1603) ; Villefeneux (sic), Villesceneulx (1605) ; Villeseneux (1652) ; Villeseneult (1664) ; Vilceneux, Villeceneux (1673) ; Villeseneuse (1744).

## Histoire
Par décret du 29 mars 2017, la commune est détachée le 31 mars 2017 de l'arrondissement de Châlons-en-Champagne pour intégrer l'arrondissement d'Épernay.
L'écart de Conflans est le siège de la maison de Conflans, branche cadette de la maison de Brienne.

## Politique et administration

### Rattachements administratifs et électoraux

#### Rattachements administratifs
La commune se trouve dans l'arrondissement d'Épernay au sein du département de la Marne et de la région Grand Est. Avant le 31 mars 2017, Villeseneux appartenait à l'arrondissement de Châlons-en-Champagne.
Elle faisait partie depuis 1793 du canton de Vertus. Dans le cadre du redécoupage cantonal de 2014 en France, cette circonscription administrative territoriale a disparu, et le canton n'est plus qu'une circonscription électorale.

#### Rattachements électoraux
Pour les élections départementales, la commune fait partie depuis 2014 du canton de Vertus-Plaine Champenoise.
Pour l'élection des députés, elle fait partie de la cinquième circonscription de la Marne.

### Intercommunalité

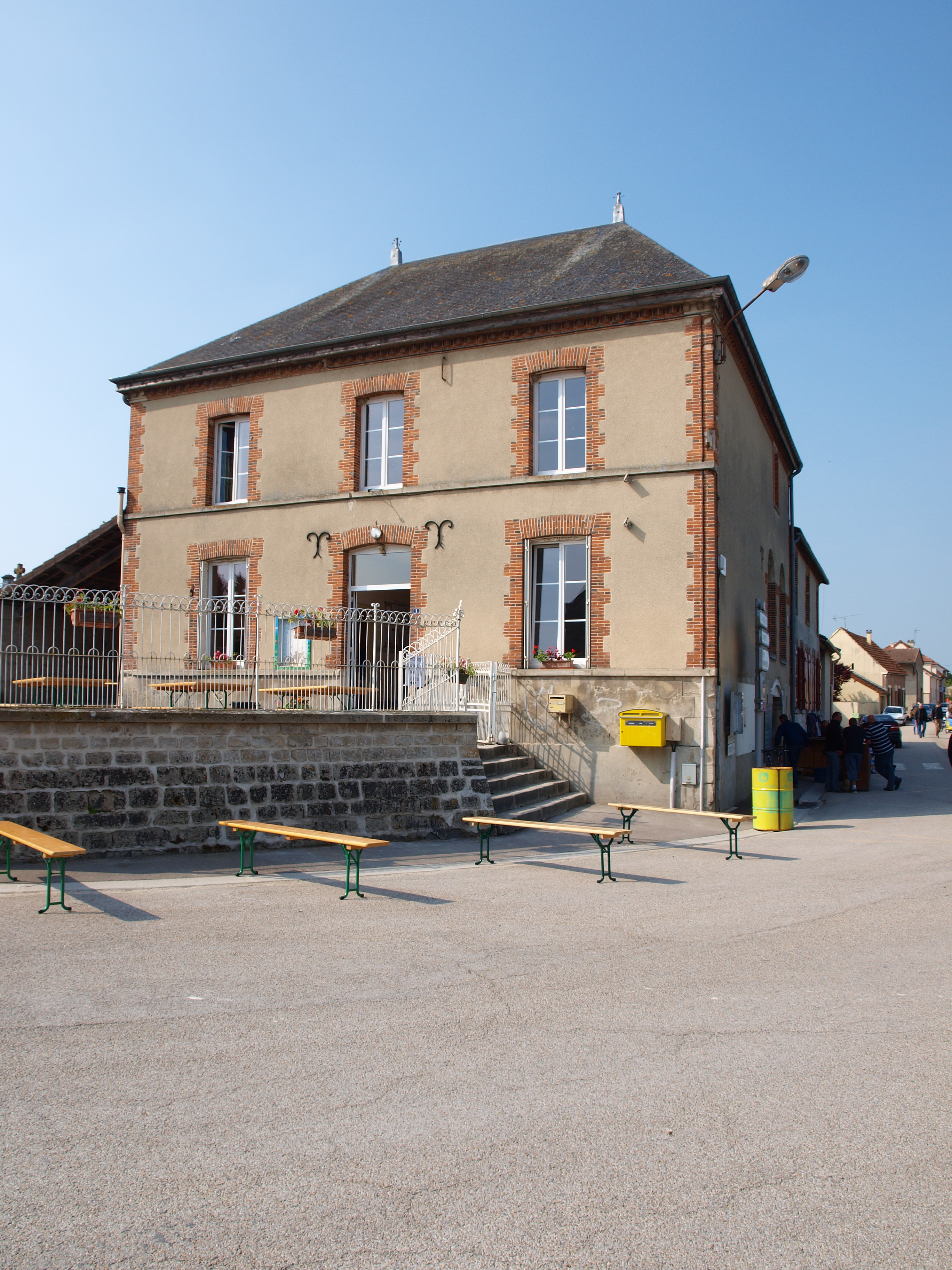
La mairie de Villeseneux.

Villeseneux était membre de la communauté de communes de la Région de Vertus, un établissement public de coopération intercommunale (EPCI) à fiscalité propre créé en 1994 et auquel la commune avait transféré un certain nombre de ses compétences, dans les conditions déterminées par le Code général des collectivités territoriales.
Dans le cadre des dispositions de la loi portant nouvelle organisation territoriale de la République du 7 août 2015, qui prévoit que les établissements publics de coopération intercommunale (EPCI) à fiscalité propre doivent avoir un minimum de 15 000 habitants, cette intercommunalité a fusionné avec la communauté de communes Épernay Pays de Champagne pour former, le 1er janvier 2017, la communauté d'agglomération Épernay, Coteaux et Plaine de Champagne, dont est désormais membre la commune.
Villeseneux n'est membre d'aucune autre intercommunalité.

### Liste des maires
| Période                                  | Période                      | Identité       | Étiquette | Qualité |
| ---------------------------------------- | ---------------------------- | -------------- | --------- | ------- |
| Les données manquantes sont à compléter. |                              |                |           |         |
| avant 1876                               | après 1877                   | Raulet         |           |         |
| mars 2001                                | 2008                         | Daniel Henriet |           |         |
| mars 2008                                | mars 2014                    | Fabien Frapart |           |         |
| mars 2014                                | En cours (au 4 juillet 2014) | Pascal Adam    |           |         |

### Jumelages
Au 1er janvier 2023, Villeseneux n'est jumelée avec aucune ville.

## Équipements et services publics

### Eau et déchets
L'approvisionnement en eau potable et l'assainissement des eaux usées sont des compétences de la communauté d'agglomération Épernay Agglo Champagne, gérées par le biais de son service « Régie Eau et Assainissement » depuis le 1er janvier 2022. La commune de Villeseneux est alimentée en eau potable par le captage de Clamanges.
La communauté d'agglomération est également compétente en matière de déchets. La collecte des ordures ménagères résiduelles, des déchets recyclables et des biodéchets est réalisée en porte à porte, par mise à disposition de trois bacs distincts. La communauté d'agglomération adhèrant au syndicat de valorisation des ordures ménagères de la Marne (SYVALOM), ces déchets sont amenés au centre de transfert départemental de Pierry puis valorisés sur le site de La Veuve. La collecte du verre et des textiles se fait en apport volontaire. La communauté d'agglomération met par ailleurs trois déchèteries à disposition de ses habitants : à Magenta, Pierry et Voipreux.

### Enseignement

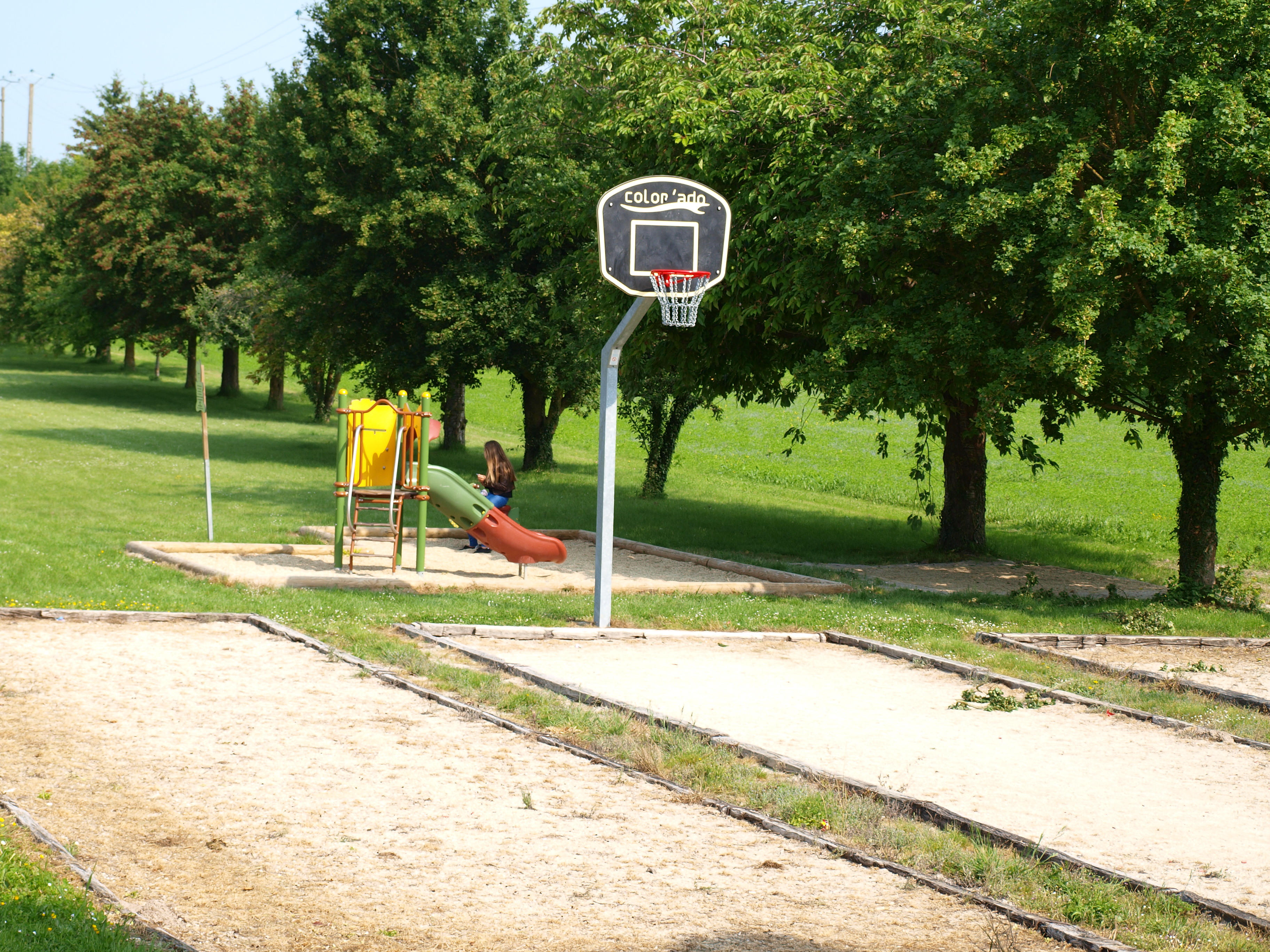
Une aire de jeux à Villeseneux.

Villeseneux fait partie de l'académie de Reims.
La commune est rattachée au regroupement pédagogique de Chaintrix-Bierges, dont l'école primaire de la Somme-Soude, installée place Jean Moulin, accueille 105 élèves (chiffres 2024-2025).
Les enfants de Villeseneux sont ensuite rattachés au collège Eustache Deschamps de Blancs-Coteaux et au lycée Stéphane-Hessel d'Épernay.

### Postes et télécommunications
Une boîte aux lettres de La Poste se trouve sur le territoire de la commune, place de la Mairie. Les bureaux de poste les plus proches sont situés à Sommesous, Val-des-Marais et Vertus, à environ 12 km de Villeseneux.

### Justice, sécurité et secours
Du point de vue judiciaire, Villeseneux relève du conseil de prud'hommes, du tribunal de commerce, du tribunal de proximité, du tribunal judiciaire, du tribunal paritaire des baux ruraux et du tribunal pour enfants de Châlons-en-Champagne, dans le ressort de la cour d'appel de Reims. Pour le contentieux administratif, la commune dépend du tribunal administratif de Châlons-en-Champagne et de la cour administrative d'appel de Nancy.
Villeseneux est située en secteur Gendarmerie nationale et dépend de la brigade de Blancs-Coteaux.
En matière d'incendie et de secours, les casernes les plus proches sont celles de Fère-Champenoise et de Vertus, rattachées au Service départemental d'incendie et de secours (SDIS) de la Marne.

## Démographie
L'évolution du nombre d'habitants est connue à travers les recensements de la population effectués dans la commune depuis 1793. Pour les communes de moins de 10 000 habitants, une enquête de recensement portant sur toute la population est réalisée tous les cinq ans, les populations de référence des années intermédiaires étant quant à elles estimées par interpolation ou extrapolation. Pour la commune, le premier recensement exhaustif entrant dans le cadre du nouveau dispositif a été réalisé en 2008.

En 2022, la commune comptait 201 habitants, en évolution de −13,36 % par rapport à 2016 (Marne : −1,19 %, France hors Mayotte : +2,11 %).
| 1793 | 1800 | 1806 | 1821 | 1831 | 1836 | 1841 | 1846 | 1851 |
| ---- | ---- | ---- | ---- | ---- | ---- | ---- | ---- | ---- |
| 236  | 256  | 253  | 221  | 224  | 218  | 231  | 241  | 271  |

| 1856 | 1861 | 1866 | 1872 | 1876 | 1881 | 1886 | 1891 | 1896 |
| ---- | ---- | ---- | ---- | ---- | ---- | ---- | ---- | ---- |
| 274  | 260  | 251  | 233  | 224  | 233  | 222  | 213  | 202  |

| 1901 | 1906 | 1911 | 1921 | 1926 | 1931 | 1936 | 1946 | 1954 |
| ---- | ---- | ---- | ---- | ---- | ---- | ---- | ---- | ---- |
| 201  | 224  | 193  | 198  | 227  | 207  | 189  | 178  | 182  |

| 1962 | 1968 | 1975 | 1982 | 1990 | 1999 | 2006 | 2008 | 2013 |
| ---- | ---- | ---- | ---- | ---- | ---- | ---- | ---- | ---- |
| 175  | 163  | 141  | 137  | 132  | 126  | 189  | 207  | 234  |

| 2018 | 2022 | - | - | - | - | - | - | - |
| ---- | ---- | - | - | - | - | - | - | - |
| 210  | 201  | - | - | - | - | - | - | - |

## Économie

### Revenus de la population et fiscalité
En 2021, la commune compte 81 ménages fiscaux, regroupant 204 personnes.
Le revenu disponible par unité de consommation est alors de 23 450 €, légèrement supérieur à celui de la communauté d'agglomération d'Épernay (23 370 €), du département de la Marne (22 830 €) et de la France métropolitaine (23 080 €). Pour des raisons de secret statistique, le taux de pauvreté à Villeseneux n'est pas communiqué par l'Insee.
En matière de fiscalité locale des particuliers, les taux globaux appliqués à Villeseneux en 2024 sont de 39,85 % pour la taxe foncière sur les propriétés bâties (contre 38,33 % à l'échelle départementale), 34,01 % pour la taxe foncière sur les propriétés non bâties (contre 37,65 %), 23,12 % pour la taxe d'habitation sur les résidences secondaires et les logements vacants (contre 24,16 %) et 9,38 % pour la taxe d'enlèvement des ordures ménagères (contre 10,88 %).

### Emploi

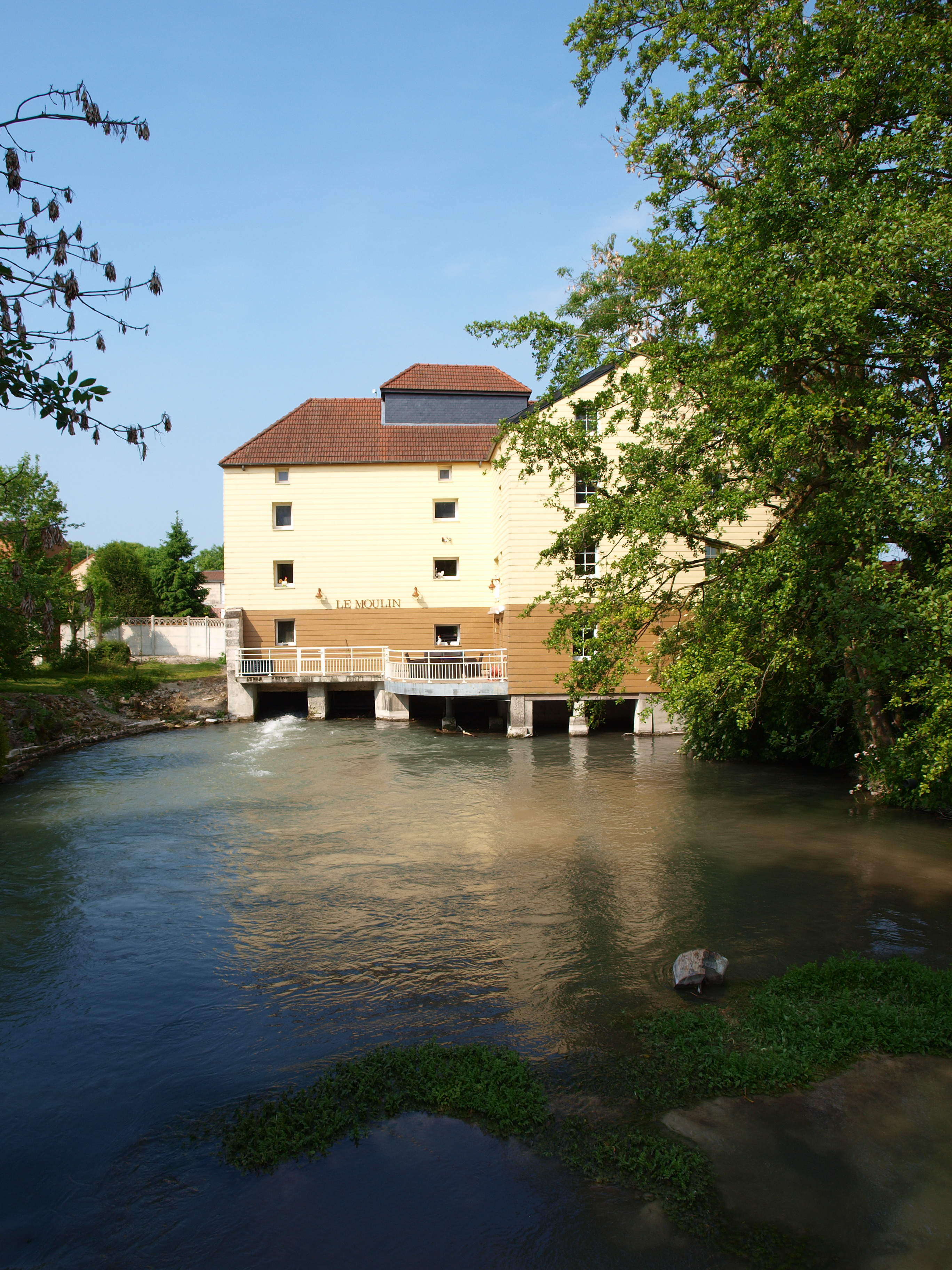
Le moulin sur la Somme.

Villeseneux appartient à la zone d'emploi d'Épernay.
En 2022, le taux d'activité des 15-64 ans est de 81,7 %, supérieur à celui de la communauté d'agglomération (77,9 %), du département (74,6 %) et de la France métropolitaine (75,3 %). Pour cette même catégorie de population, le taux de chômage est de 6,5 % contre 11  % pour la communauté d'agglomération, 11,8 % pour la Marne et 11,3 % pour la France métropolitaine.
En 2022, Villeseneux compte 23 emplois, dont 34,5 % de salariés et 65,5 % de non-salariés. Avec 104 actifs y résidant, la commune a alors un indicateur de concentration d'emploi de 22,4. Dans les faits, 17,6 % des actifs résidant à Villeseneux y travaillent tandis que 82,4 % travaillent dans une autre commune.

### Entreprises, commerces et agriculture
En 2022, la commune compte 5 établissements économiquement actifs (hors agriculture).
L'Insee n'y recense aucun commerce en 2024.
En 2020, Villeseneux compte 18 exploitations agricoles, pour une surface agricole utilisée de 1 738 hectares et 19 emplois à temps plein. Selon l'Agreste, la production agricole de la commune est spécialisée dans les grandes cultures.

## Culture locale et patrimoine

### Lieux et monuments
- Église Saint-Etienne, avec nef romane et un bel ensemble de boiseries d'époque Louis XV.
- Dans l'église, la plaque funéraire de Jacques Germain de Gaulle, (né le 24 septembre 1705 à Châlons-en-Champagne – mort le 23 février 1771 à Villeseneux), est classée Monument historique. Ce lointain parent du général de Gaulle était curé de Villeseneux. Elle est légendée de la sorte : "I. A. C. Germanicus de Gaulle".
- Le monument aux morts.

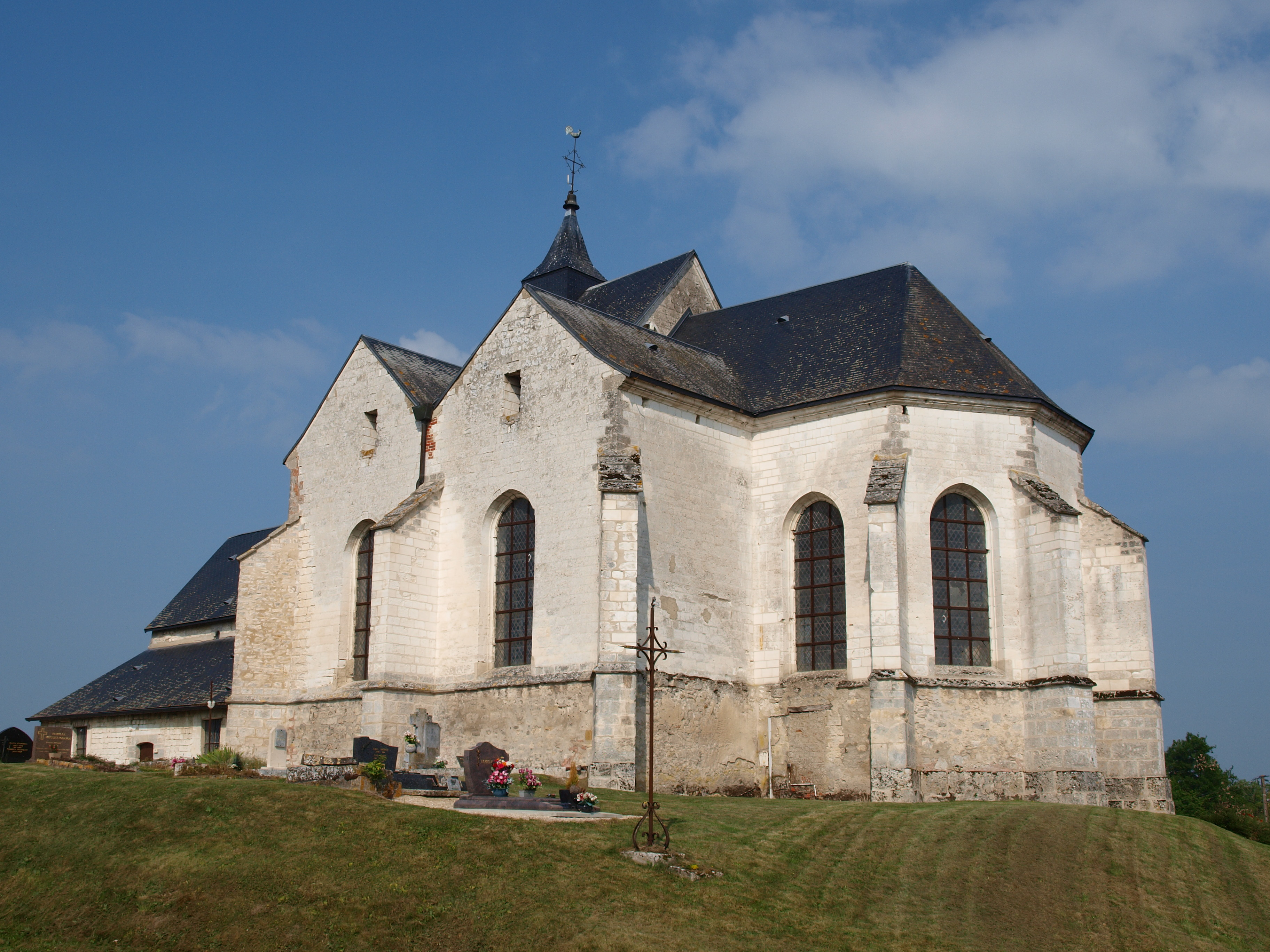
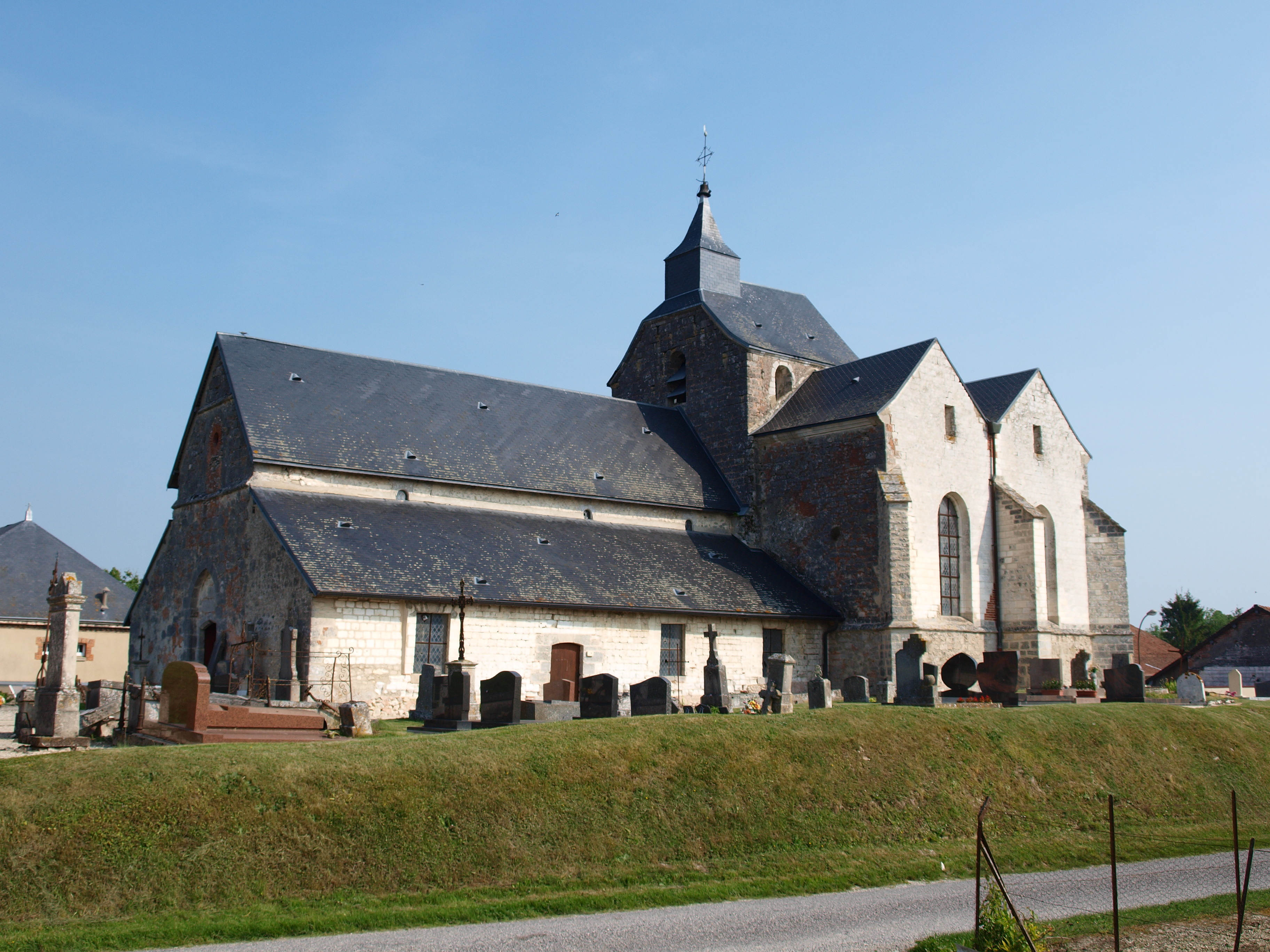
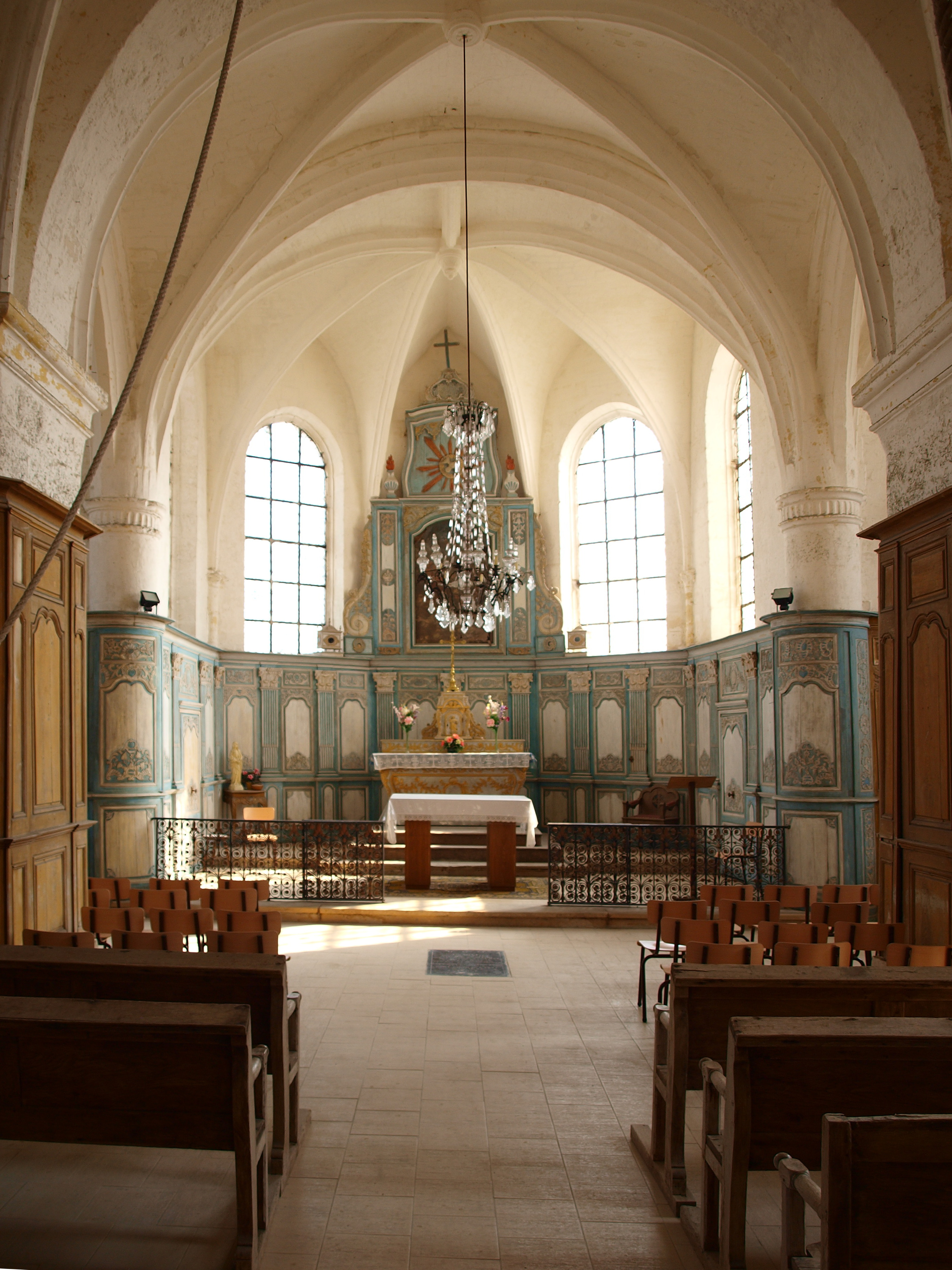
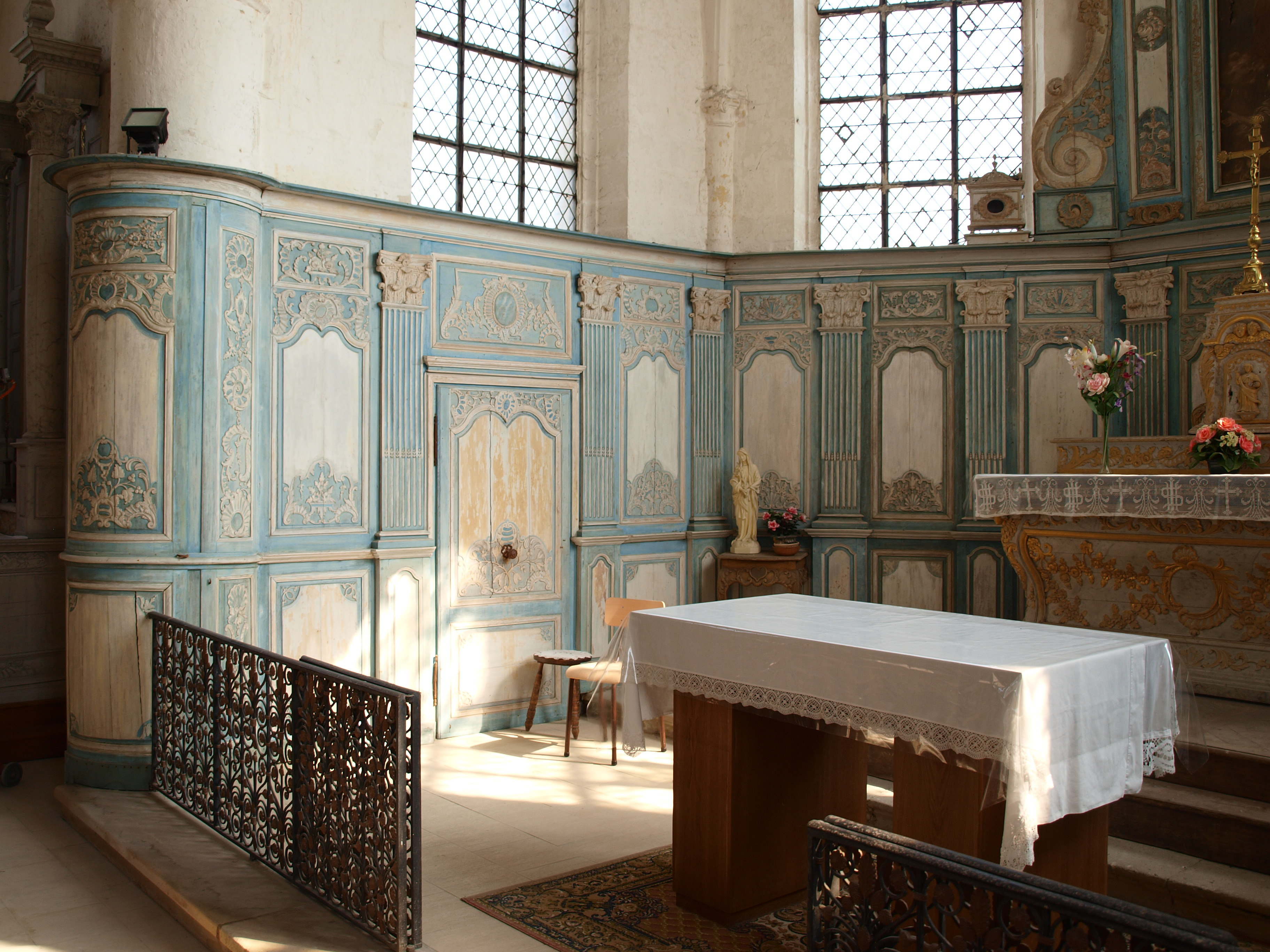
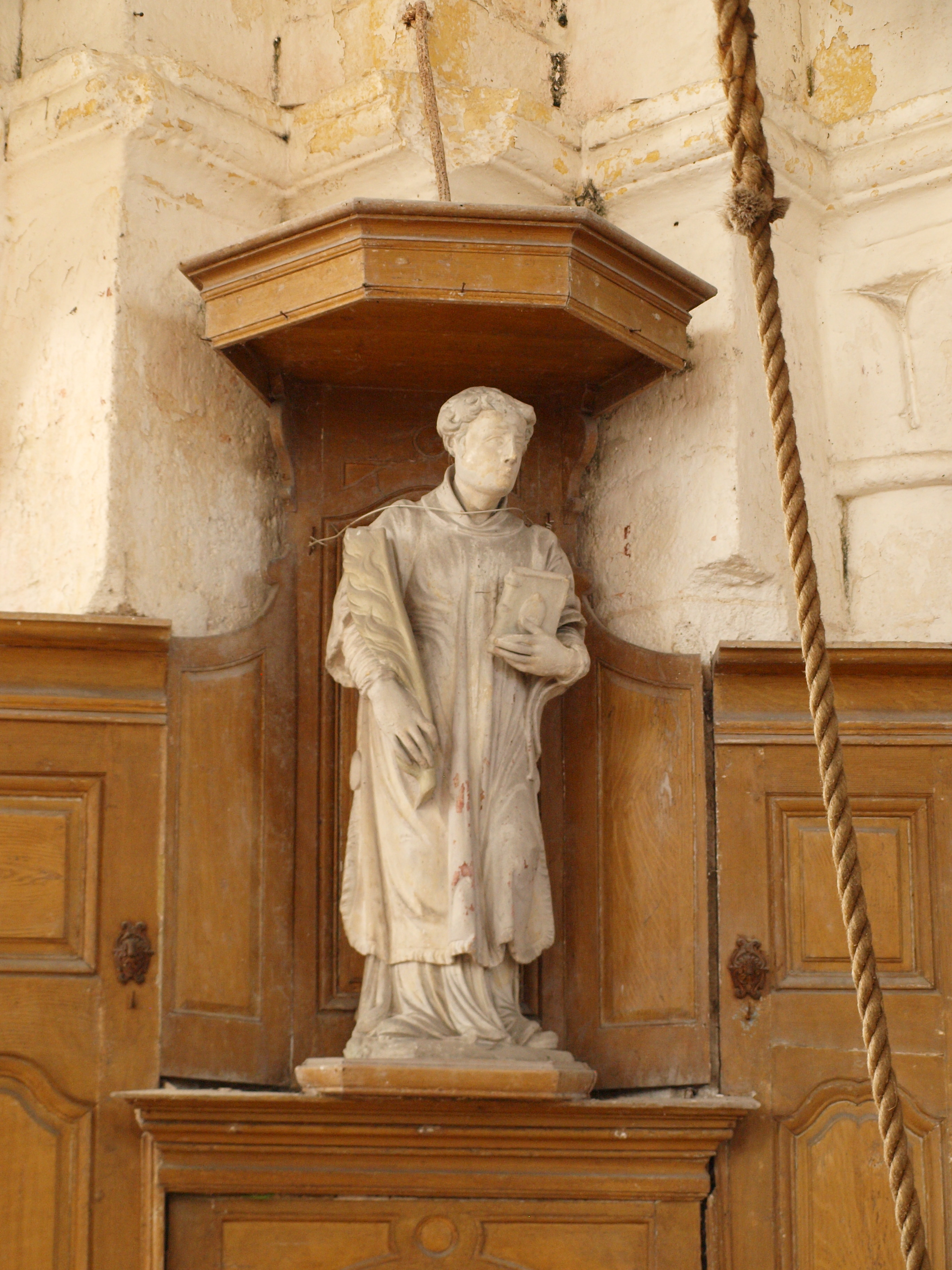
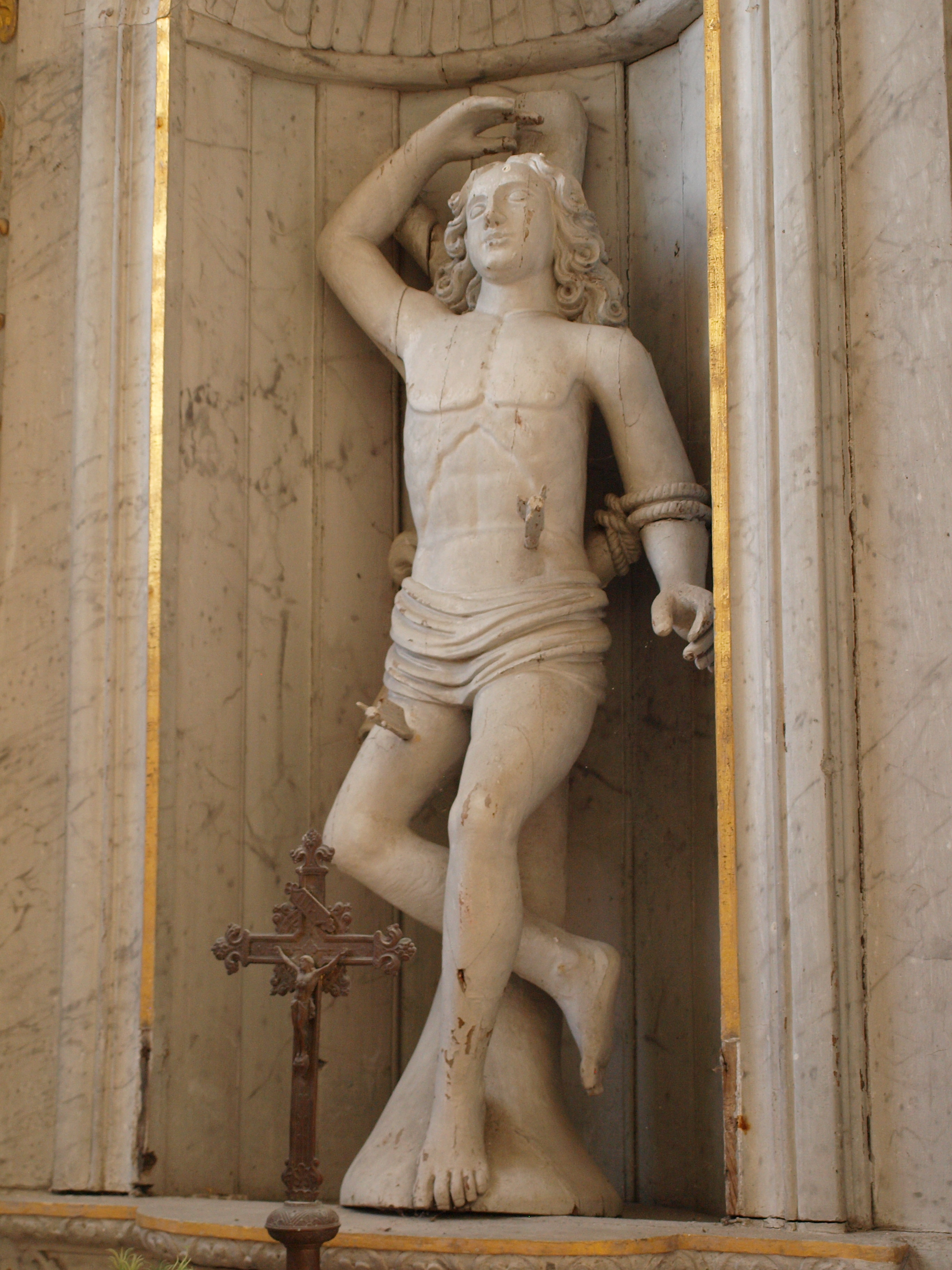
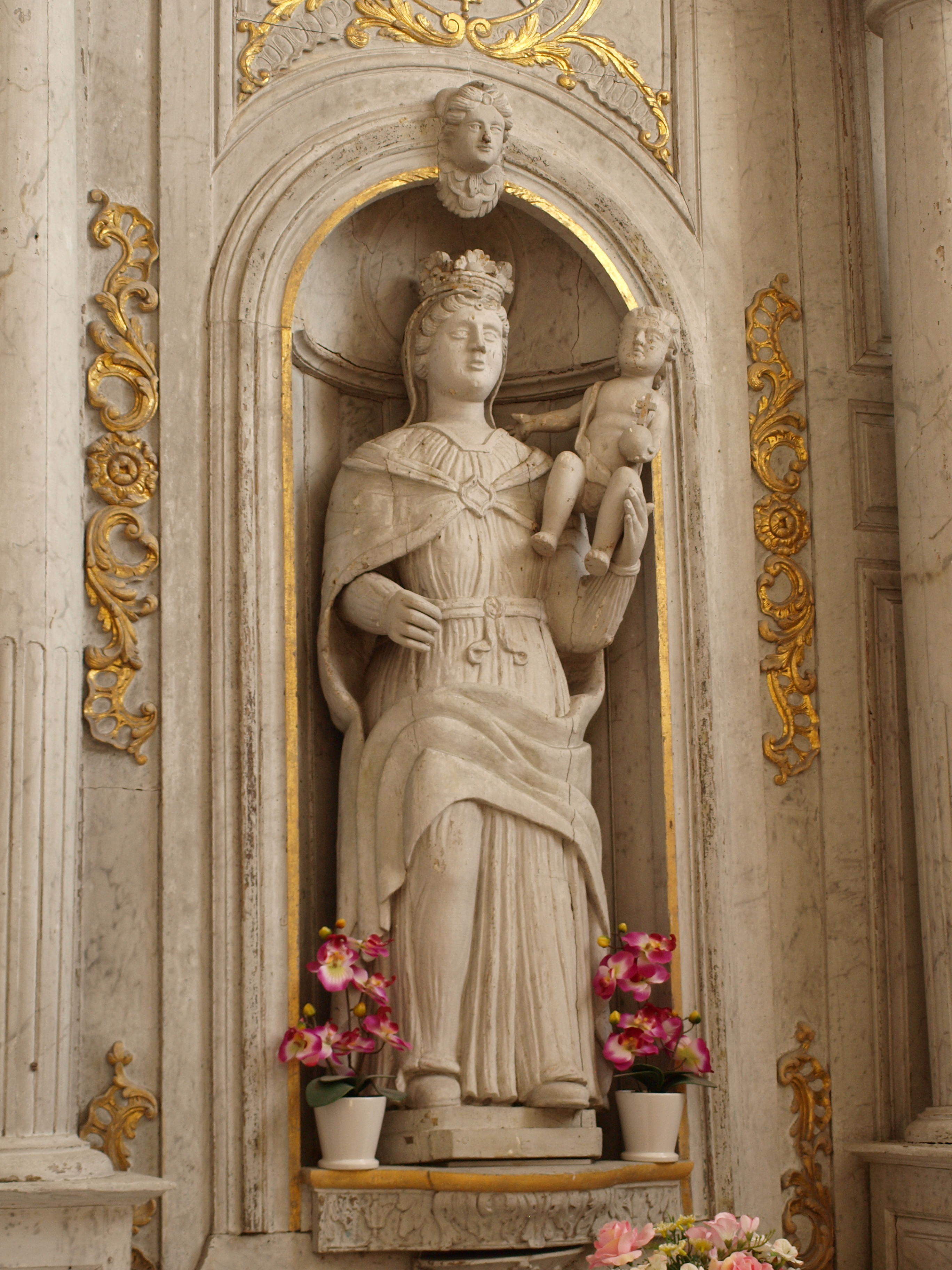
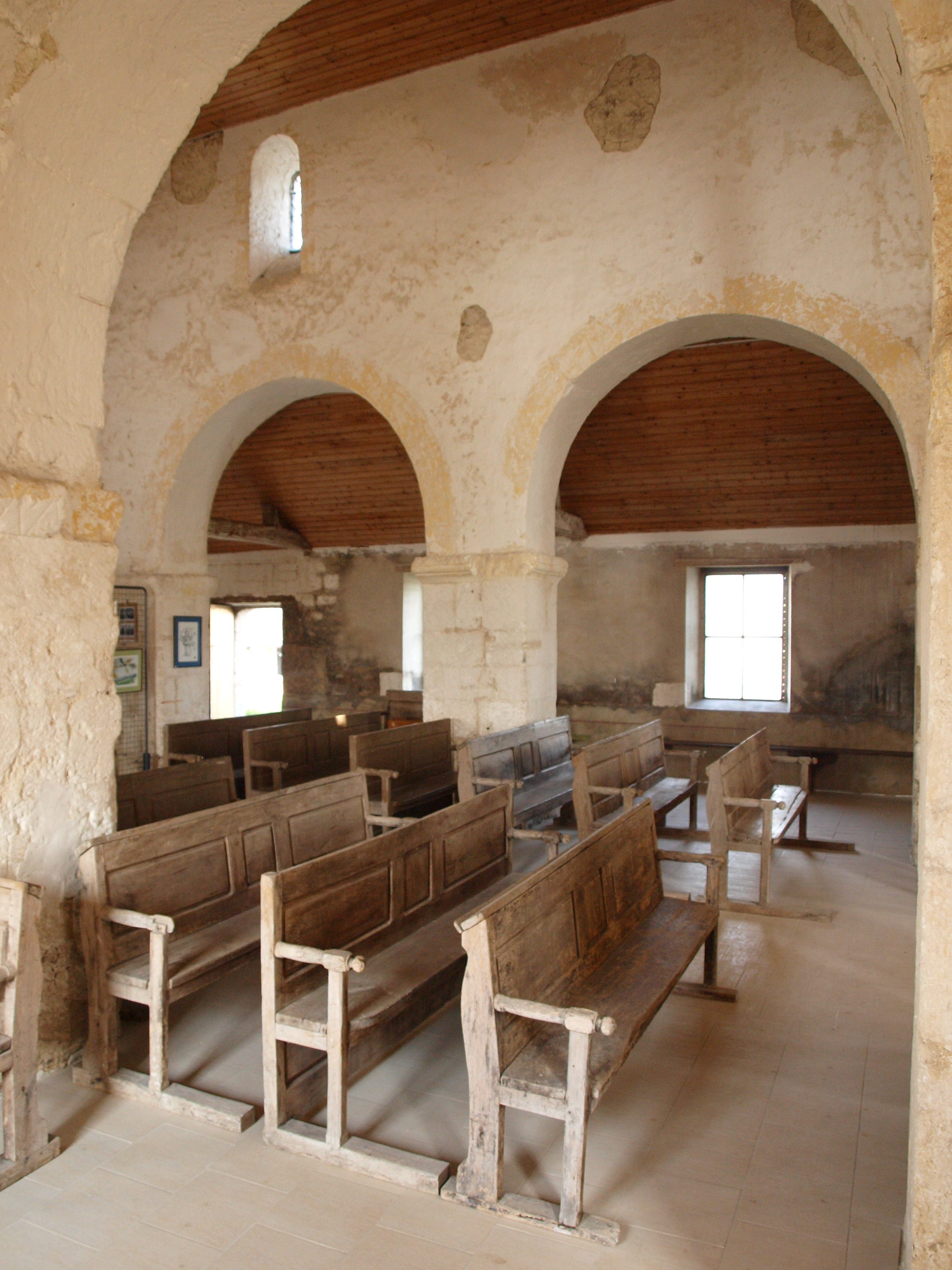
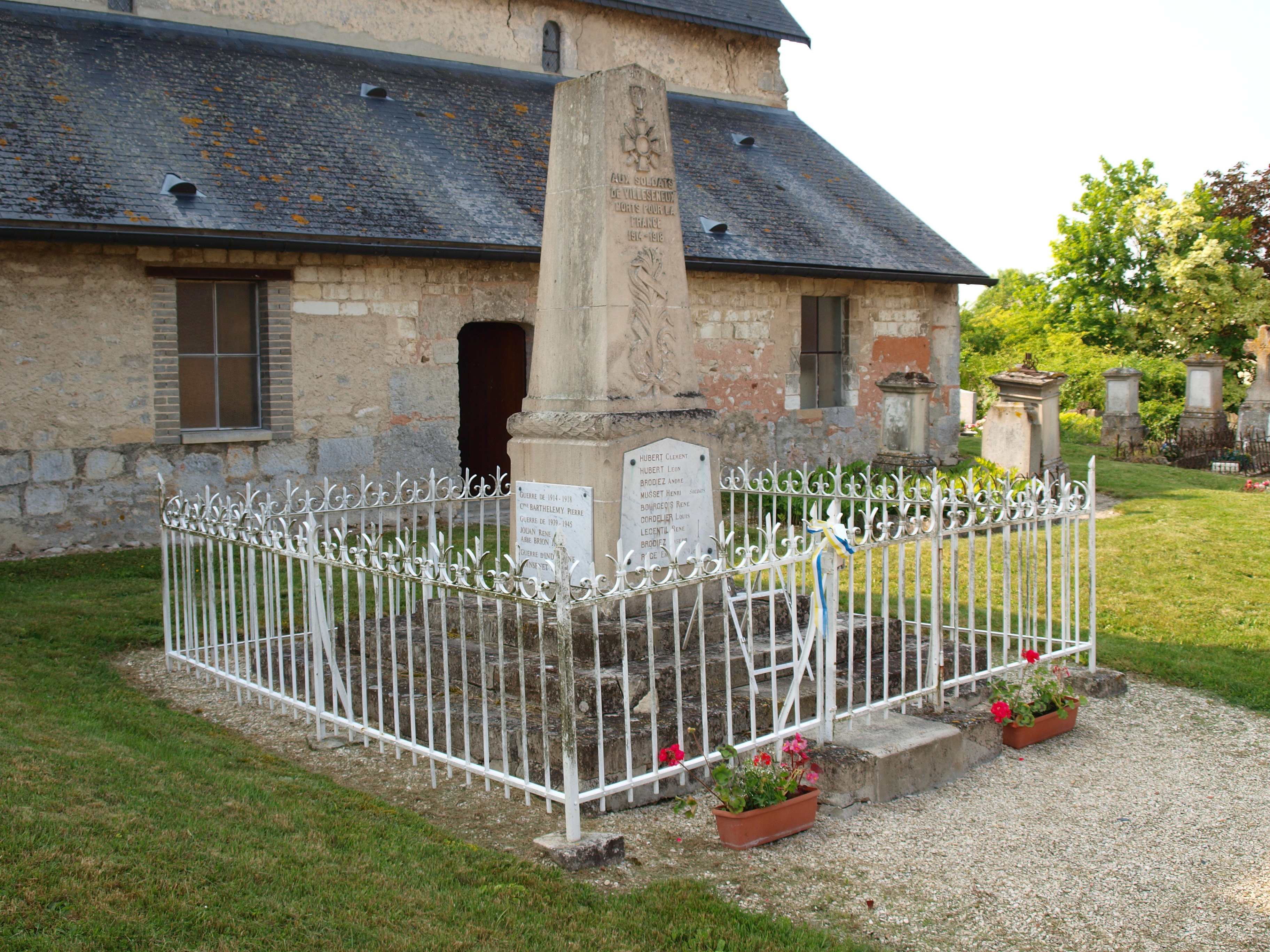

- Vestiges d'un château mentionné dès les années 1132-1142 (hameau de Conflans).
- Nécropole gauloise (découverte grâce à des fouilles datant de 1936).